# Talbia Belhouari
Talbia Belhouari (Oujda (Marokko), 13 oktober 1962) is een Belgisch politica voor de PS.

## Levensloop
Talbia Belhouari migreerde op jonge leeftijd met haar familie naar België. Van opleiding is ze regentes literatuur en ze werd lerares geschiedenis en moraal. In 1987 was ze medeoprichtster La voix des Femmes, een vrouwenorganisatie voor personen met een Turkse of Magreb-achtergrond. Belhouari werd eveneens ambtenares bij de Franse Gemeenschapscommissie in het Brussels Hoofdstedelijk Parlement en was van 1989 tot 1992 tevens medewerkster van het Koninklijk Commissariaat voor de Migranten. In 1995 werd ze kabinetsmedewerker van minister in de Brusselse Hoofdstedelijke Regering Eric Tomas.
Ze werd lid van de PS en werd voor deze partij verkozen als OCMW-raadslid en vervolgens als gemeenteraadslid van Sint-Jans-Molenbeek op de 'Liste du bourgemestre' van Philippe Moureaux bij de gemeenteraadsverkiezingen van 2000. Ze oefende dit mandaat uit tot 2012. Van juli 2004 tot in mei 2007 zetelde ze in de Kamer van volksvertegenwoordigers voor de kieskring Brussel-Halle-Vilvoorde ter opvolging van Laurette Onkelinx. Na haar parlementaire loopbaan werd ze eerst hoofdattaché en daarna adviseur-diensthoofd in de directie van dienst Gezondheid van de Administratie Sociale Zaken en Gezondheid van de Franse Gemeenschapscommissie.